# Romániai magyar librettisták listája
Librettó Erdélyben (1918-1990). A librettó zenés színpadi művek (opera, operett, musical, balett) szövegkönyve. Rendszerint jelentősebb irodalmi alkotás vagy a népköltészet nyomán készül a színpadi követelmények érvényesítésével. Több esetben maga a zeneszerző írja, például Andrássi Ede (Nyugati álom, operett, 1921), Bihari Sándor (Csongor és Tünde, Vörösmarty nyomán, opera, 1964), Bródy Miklós (Thámár, a Biblia nyomán, 1922), Delly Szabó Géza (A kontár, zenés történelmi játék, 1951), Magyari Zita (Csipike, Fodor Sándor nyomán, 1991).

## Romániai magyar librettisták
- Bárd Oszkár (Delly Szabó Géza: Páter Gvárdián, opera, 1946)
- Bartalis János (Eisikovits Mihály: A kecske meséje, meseopera, 1954)
- Csire Gabriella (Liliomhullás, balett Vörösmarty Szép Ilonka c. költeménye nyomán, 1958; Hajnaltól hajnalig, opera Karikás Frigyes Júlia c. elbeszélése nyomán, 1965; Válságos órák, opera az Alba Regia c. magyar film nyomán, 1967; A varázsló kosara, zenés mesejáték, 1972; Szavak háza, daljáték gyermekek számára, 1973; Napfia dalia, opera-balett székely népmese alapján, 1981. Mindezek Csire József megzenésítésében; Hamupipőke közbelép, musical Czakó Ádám zenéjére, 1973)
- Dehel Gábor (Junger Ervin: Találkozások, balett Mihai Beniuc és Horváth Imre versei nyomán, 1964)
- Földi Janka (Bihari Sándor: Kádár Kata, opera, 1952)
- Gál Margit (Jodál Gábor: Meseország kapujánál, balett, 1952)
- Horváth Béla (Hary Béla: Sárga rózsa, Jókai nyomán, balett, 1975)
- Jánosházy György (Junger: A helység kalapácsa, Petőfi nyomán, opera, 1967)
- Kaczér Illés (Bretan Miklós: Gólem, avagy az agyagember lázadása, opera, 1924)
- Kálmán Andor (Andrássi: Záróra a Vitriol kávéházban, operett, 1920)
- Marton Lili (Eisikovits: A csalafinta kút, meseopera, 1962)
- Rónai Antal (Junger: Júlia kisasszony, opera Strindberg nyomán, 1959)
- Sárossy Ödön (Demian-Fischer Vilmos: Vigyázat, filmeznek? Figyelem, felvétel! operett-musical, 1976)
- Sárossy Ödön Horváth Bélával: Forgóajtó, musical, 1971)
- Szabó Imre (Eisikovits: Aranykoporsó, daljáték, 1935)
- Szinberger Sándor (Demian-Fischer Vilmos: Kelepce, opera, 1965)
- Szőcs István (Vermesy Péter: Ördögváltozás Csíkban, Tamási Áron nyomán, opera, 1970, bemutató 1991)

Ismerünk népdalok, balladák nyomán szerzett zenés színpadi műveket kimondott librettó nélkül. Ilyen Birtalan József Kontyoló (1967), Körösfői bércek alatt (1969) és Szivárvány havasán (1972) c. műve, Szabó Csaba A betyár balladája (1966) c. balettje vagy Zoltán Aladártól a Biborkáné lánya (1962), Farsangi esték (1969), Bihari leánykérők (1971) és Tatrangi borica (1973). A zenés-táncos jelenetek egy csoportja librettószerű költői programra építi cselekményét: ilyen Hajdu Zoltán szövege, a Búzakoszorú (1960) és Zoltán Aladár az Aranyszőrű bárány (1969) Szabó Csaba megzenésítésében.